# Joscha Kiefer
Joscha Kiefer (* 8. Dezember 1982 in Müllheim, Baden-Württemberg) ist ein deutscher Schauspieler.

## Biografie
Kiefer absolvierte von 2003 bis 2006 eine Ausbildung an der Internationalen Schauspielakademie CreArte in Stuttgart. Vom 26. November 2007 bis zum 13. Oktober 2009 spielte er in der ARD-Vorabendserie Verbotene Liebe die Rolle des Sebastian Graf von Lahnstein, die danach von Sebastian Schlemmer übernommen wurde. Außerdem war er unter anderem in erfolgreichen Serien wie Um Himmels Willen und Hubert und Staller an der Seite von Christian Tramitz zu sehen. Ende 2012 drehte er unter der Regie von Marcus Grüsser den Kurzfilm Lonesome Hans. In der ZDF-Serie SOKO München spielte er eine der Hauptrollen als Kriminalkommissar Dominik Morgenstern. Seit Oktober 2021 spielt Kiefer im ZDF-Krimiformat Breisgau neben Katharina Nesytowa die Hauptrolle des Ermittlers Dennis Danzeisen.
Seit 2008 war er mit der deutschen Popsängerin und Fernsehdarstellerin Kristina Dörfer liiert. Seit 2010 haben sie eine gemeinsame Tochter. Im Dezember 2012 heirateten Kiefer und Dörfer, seit 2013 haben sie eine zweite Tochter. Im Jahr 2024 gab das Paar seine Trennung bekannt. Kiefer lebt in Breisach am Rhein.

## Filmografie (Auswahl)
- 2005: fabrixx
- 2005: Ein Fall für B.A.R.Z.
- 2006: Locked
- 2007: Kurzschluss der Sonnen
- 2007: Lichtzeichenwechsel
- 2007–2009: Verbotene Liebe (Folgen 3056–3484)
- 2009: Stumme Spiegel
- 2009: Stillleben
- 2011: Heiter bis tödlich: Hubert und Staller (Fernsehserie, Folge Feuer und Flamme)
- 2011: Shellby…Or Not To Be (AT: Lonesome Hans)
- 2012–2013: Um Himmels Willen (Fernsehserie, 7 Folgen)
- 2014: Fuck
- 2014: Nobbie Vazquez
- 2015: Udo Honig – Kein schlechter Mensch
- 2015: Inga Lindström – Die Kinder meiner Schwester (Fernsehreihe)
- 2015: Der Bergdoktor – Weihnachtsspecial 2015 Wunschkind
- 2019: Rosamunde Pilcher – Die Braut meines Bruders
- 2010–2020: SOKO München (Fernsehserie)
- 2020: Alarm für Cobra 11 – Die Autobahnpolizei (Fernsehserie, 2 Folgen)
- 2020: SOKO München (Fernsehserie, Folge Der Countdown)
- 2020: WaPo Bodensee (Fernsehserie, Folge Haus am See)
- 2020: Breisgau – Bullenstall (Fernsehreihe)
- 2020: Conny Krause (Pilotfilm)
- 2021: Inga Lindström – Das Haus der 1000 Sterne
- 2021: Der Ranger – Paradies Heimat: Himmelhoch (Fernsehreihe)
- 2021: Breisgau – Nehmen und Geben (Fernsehreihe)
- 2022: Rosamunde Pilcher – Liebe ist die beste Therapie
- 2022: Blutige Anfänger (Fernsehserie, Folge Sündenfall)
- 2023: Die Bergretter (Fernsehserie, FolgeBruderliebe)
- 2023: Hotel Mondial – (4 Folgen)
- 2023: Der Alte (Fernsehserie, Folge Das gute Leben)

## Theater
- 2004: Fuchsquartett (AK Stuttgart)
- 2005: Vorstadtträume (Kulturhaus Schwanen)
- 2006: Der nackte Wahnsinn (Theater am Olgaeck, Stuttgart)
- 2006: Die Kleinbürgerhochzeit (AK Stuttgart)

## Musikvideos
- 2004: T.Raumschmiere – Wer bist du?

## Hörspiel
- 2007: Oliver Wenzlaff – Brennpunkt Mädchenklo
- 2012: Stephan Kirste – Bis Weihnachten ein Zuhause

## Auszeichnungen
Mexico International Film Festival
- 2012: Special Jury Prize für Shellby…Or Not To Be